# Frauen-Bundesliga 2012-2013
La Frauen-Bundesliga 2012-2013 è stata la 23ª edizione della massima divisione del campionato tedesco femminile di calcio. Il campionato è iniziato il 2 settembre 2012 e si è concluso il 12 maggio 2013. Il Wolfsburg ha vinto il campionato per la prima volta nella sua storia. Capocannoniere del torneo è stata la giapponese Yūki Ōgimi, calciatrice del Turbine Potsdam, con 18 reti realizzate.

## Stagione

### Novità
Dalla Frauen-Bundesliga 2011-2012 sono stati retrocessi in 2. Frauen-Bundesliga il Bayer Leverkusen e il Lokomotive Lipsia, mentre dalla 2. Frauen-Bundesliga sono stati promossi il Gütersloh (il gruppo Nord era stato vinto dalla squadra riserve dell'Amburgo) e il Sindelfingen.
Il SG Essen-Schönebeck cambiò denominazione in SGS Essen.
Subito dopo la fine del campionato l'Amburgo ritirò sia la prima squadra sia la squadra riserve (Amburgo II) per problemi di natura economica. Al suo posto venne ripescato il retrocesso Bayer Leverkusen.

### Formula
Le 12 squadre si affrontano in un girone all'italiana con partite di andata e ritorno, per un totale di 22 giornate. La squadra prima classificata è dichiarata campione di Germania, mentre le ultime due classificate vengono retrocesse in 2. Frauen-Bundesliga. Le prime due classificate sono ammesse alla UEFA Women's Champions League 2013-2014.

## Squadre partecipanti
| Club               | Stagione | Città                  | Stadio                   | Stagione 2011-2012                                       |
| ------------------ | -------- | ---------------------- | ------------------------ | -------------------------------------------------------- |
| 1. FFC Francoforte | dettagli | Francoforte sul Meno   | Stadion am Brentanobad   | 3º posto in Frauen-Bundesliga                            |
| 2001 Duisburg      | dettagli | Duisburg               | PCC-Stadion              | 4º posto in Frauen-Bundesliga                            |
| Bad Neuenahr       | dettagli | Bad Neuenahr-Ahrweiler | Apollinarisstadion       | 7º posto in Frauen-Bundesliga                            |
| Bayer Leverkusen   | dettagli | Leverkusen             | Ulrich-Haberland-Stadion | 11º posto in Frauen-Bundesliga                           |
| Bayern Monaco      | dettagli | Monaco di Baviera      | Sportpark Aschheim       | 6º posto in Frauen-Bundesliga                            |
| Friburgo           | dettagli | Friburgo in Brisgovia  | Möslestadion             | 8º posto in Frauen-Bundesliga                            |
| Gütersloh          | dettagli | Gütersloh              | Heidewaldstadion         | 2º posto in 2. Frauen-Bundesliga Nord                    |
| Jena               | dettagli | Jena                   | Sportzentrum Oberaue     | 10º posto in Frauen-Bundesliga                           |
| SGS Essen          | dettagli | Essen                  | Stadion Essen            | 5º posto in Frauen-Bundesliga (come SG Essen-Schönebeck) |
| Sindelfingen       | dettagli | Sindelfingen           | Floschenstadion          | 1º posto in 2. Frauen-Bundesliga Sud                     |
| Turbine Potsdam    | dettagli | Potsdam                | Karl-Liebknecht-Stadion  | Campione di Germania                                     |
| Wolfsburg          | dettagli | Wolfsburg              | VfL-Stadion am Elsterweg | 2º posto in Frauen-Bundesliga                            |

## Classifica finale
Fonte: sito ufficiale
|  | Pos. | Squadra            | Pt | G  | V  | N | P  | GF | GS | DR  |
|  | ---- | ------------------ | -- | -- | -- | - | -- | -- | -- | --- |
|  | 1.   | Wolfsburg          | 53 | 22 | 17 | 2 | 3  | 71 | 16 | +55 |
|  | 2.   | Turbine Potsdam    | 49 | 22 | 16 | 1 | 5  | 70 | 16 | +54 |
|  | 3.   | 1. FFC Francoforte | 47 | 22 | 15 | 2 | 5  | 52 | 26 | +26 |
|  | 4.   | Bayern Monaco      | 43 | 22 | 14 | 1 | 7  | 49 | 24 | +25 |
|  | 5.   | Friburgo           | 32 | 22 | 9  | 5 | 8  | 33 | 31 | +2  |
|  | 6.   | SGS Essen          | 30 | 22 | 8  | 6 | 8  | 26 | 30 | -4  |
|  | 7.   | Bad Neuenahr       | 30 | 22 | 8  | 6 | 8  | 25 | 29 | -4  |
|  | 8.   | Bayer Leverkusen   | 26 | 22 | 6  | 8 | 8  | 31 | 40 | -9  |
|  | 9.   | 2001 Duisburg      | 23 | 22 | 7  | 3 | 12 | 37 | 47 | -10 |
|  | 10.  | Jena               | 22 | 22 | 6  | 4 | 12 | 24 | 47 | -23 |
|  | 11.  | Sindelfingen       | 12 | 22 | 3  | 3 | 16 | 14 | 73 | -59 |
|  | 12.  | Gütersloh          | 7  | 22 | 2  | 1 | 19 | 19 | 69 | -50 |

Legenda:
      Campione di Germania e ammessa alla UEFA Women's Champions League 2013-2014
      Ammessa alla UEFA Women's Champions League 2013-2014
      Retrocesse in 2. Frauen-Bundesliga
Note:
Tre punti a vittoria, uno a pareggio, zero a sconfitta.

## Risultati

### Tabellone
|                    | Fra  | Dui  | Bad  | BaL  | BaM  | Fri  | Güt  | Jen  | SGS  | Sin  | Tur  | Wol  |
| ------------------ | ---- | ---- | ---- | ---- | ---- | ---- | ---- | ---- | ---- | ---- | ---- | ---- |
| 1. FFC Francoforte | –––– | 5-2  | 4-1  | 4-2  | 1-2  | 1-0  | 1-1  | 2-1  | 1-0  | 7-0  | 1-0  | 2-0  |
| 2001 Duisburg      | 1-3  | –––– | 0-2  | 1-2  | 2-1  | 2-1  | 7-3  | 4-2  | 2-0  | 4-0  | 0-4  | 0-1  |
| Bad Neuenahr       | 0-1  | 1-1  | –––– | 0-0  | 1-0  | 4-0  | 1-0  | 0-0  | 1-0  | 0-0  | 0-3  | 2-2  |
| Bayer Leverkusen   | 0-3  | 1-1  | 1-1  | –––– | 2-1  | 1-1  | 3-0  | 1-2  | 0-0  | 4-0  | 2-4  | 1-4  |
| Bayern Monaco      | 2-1  | 2-2  | 2-1  | 3-2  | –––– | 0-2  | 8-0  | 4-0  | 2-1  | 2-0  | 2-0  | 3-0  |
| Friburgo           | 3-1  | 2-1  | 1-0  | 2-2  | 0-3  | –––– | 4-1  | 2-0  | 1-1  | 1-1  | 1-3  | 1-2  |
| Gütersloh          | 2-5  | 3-2  | 0-2  | 1-3  | 0-2  | 1-4  | –––– | 0-1  | 1-2  | 4-0  | 0-2  | 0-3  |
| Jena               | 1-1  | 2-1  | 1-4  | 0-2  | 3-4  | 1-2  | 3-0  | –––– | 1-1  | 1-0  | 0-3  | 0-3  |
| SGS Essen          | 3-1  | 2-0  | 1-2  | 0-0  | 2-0  | 2-3  | 2-1  | 2-2  | –––– | 2-1  | 1-0  | 0-0  |
| Sindelfingen       | 0-3  | 0-3  | 3-1  | 2-2  | 0-4  | 3-2  | 2-1  | 1-2  | 0-3  | –––– | 1-9  | 0-6  |
| Turbine Potsdam    | 1-2  | 6-1  | 5-1  | 3-0  | 2-1  | 0-0  | 5-0  | 6-0  | 5-1  | 6-0  | –––– | 2-0  |
| Wolfsburg          | 4-2  | 4-0  | 4-0  | 7-0  | 2-1  | 1-0  | 10-0 | 4-1  | 6-0  | 6-0  | 2-1  | –––– |

## Statistiche

### Classifica marcatrici
Fonte: sito ufficiale
| Gol | Rigori |  | Giocatore              | Squadra            |
| --- | ------ |  | ---------------------- | ------------------ |
| 18  | 2      |  | Yūki Ōgimi             | Turbine Potsdam    |
| 16  |        |  | Conny Pohlers          | Wolfsburg          |
| 15  |        |  | Mandy Islacker         | FCR 2001 Duisburg  |
| 14  | 1      |  | Lena Lotzen            | Bayern Monaco      |
| 13  |        |  | Kerstin Garefrekes     | 1. FFC Francoforte |
| 13  | 1      |  | Sarah Hagen            | Bayern Monaco      |
| 12  |        |  | Genoveva Añonma        | Turbine Potsdam    |
| 12  |        |  | Martina Müller         | Wolfsburg          |
| 12  |        |  | Alexandra Popp         | Wolfsburg          |
| 10  |        |  | Célia Okoyino da Mbabi | Bad Neuenahr       |